# Bulevar África
El Bulevar África (en persa: بلوار آفریقا) es el nombre de una avenida de la ciudad de Teherán, la capital del país asiático de Irán. Se desarrolla con un eje sur-norte. Es famosa por ser una de las calles más animadas de Teherán, con atascos de tráfico regulares incluso a las 2:00 a. m. durante el verano.
El bulevar está conectado a la calle Valiasr (antigua avenida Pahlaví) a través de un cruce de calles que se ramifican desde el lado oeste, mientras que el lado este conduce a los callejones adyacentes a la autovía intraurbana Modarrés.